# Нікіч
Нікіч (нім. Nikitsch) — громада округу Оберпуллендорф у землі Бургенланд, Австрія.
Нікіч лежить на висоті  228 м над рівнем моря і займає площу  50,8 км². Громада налічує 1427 мешканців. 
Густота населення 28/км².  
|                                |
| Нікіч на мапі округу та землі. |

 Адреса управління громади: Hauptstraße 87, 7302 Nikitsch. 

## Демографія
Історична динаміка населення міста за даними сайту Statistik Austria

## Виноски
1. ↑  Dauersiedlungsraum der Gemeinden Politischen Bezirke und Bundesländer - Gebietsstand 1.1.2018 — Статистичне управління Австрії.
2. ↑  Einwohnerzahl 1.1.2018 nach Gemeinden mit Status, Gebietsstand 1.1.2018 — Статистичне управління Австрії.
3. ↑   http://www.gemeinde-nikitsch.at/
4. ↑  Gemeindedaten von Nikitsch

| Австрія | Це незавершена стаття з географії Австрії. Ви можете допомогти проєкту, виправивши або дописавши її. |